# Libnotes suttoni
Libnotes suttoni är en tvåvingeart som först beskrevs av Alexander 1935.  Libnotes suttoni ingår i släktet Libnotes och familjen småharkrankar. Inga underarter finns listade i Catalogue of Life.